# Mont Étienne Peau
Le mont Étienne Peau est une montagne des îles Kerguelen.

## Histoire
Edgar Aubert de la Rüe découvre le mont, masqué par le mont Lyall, lors de son exploration du val Studer en février 1952. Il lui donne le nom du naturaliste havrais Étienne Peau qui visita les Kerguelen en 1924.